# Hacı I Giray
Hacı I Giray (Lida, 30 novembre 1397 – Crimea, agosto 1466) fu khan di Crimea dal 1441 (secondo altre fonti dal 1428) al 1466, e fondatore della dinastia islamica dei Giray.
Si racconta che abbia introdotto un nuovo simbolo di stato, il "taraq tamğa" o "tridente dei Giray", che deriva dall'insegna a scaglie dell'Orda d'Oro. La fonte contemporanea Cronaca di Dlugosz lo descrive come una persona di profondi valori personali e un governatore perfetto.

## Biografia

### Origine dei Giray
Il suo nome di nascita fu Devlet, anche se tutti lo chiamavano Haji. Uno dei suoi antenati fu Togay Timur (Tuqa Timur), figlio minore di Jochi. La storia dei Giray inizia con suo figlio Öreng Timur, che ebbe la Crimea da Mengu-Timur. Il nonno di Haji fu Tash-Timur bin Cansı, e suo padre Gyyas-ed-Din (Гыяс-эд-Дин, Gıyaseddin). Tash-Timur coniò monete in Crimea nel 1394/95 (=A.H. 797), il che implicherebbe un certo grado di indipendenza.
Durante una delle guerre di Tamerlano (probabilmente nel 1395), Tash-Timur fu espulso dalla Crimea, e i suoi figli Gyyas-ed-Din e Devlet-Berdi fuggirono in Lituania. Haji nacque nel 1397, probabilmente a Lida. I fratelli sostennero Tokhtamysh contro Edigu, e Gyyas-ed-Din cadde in una di queste battaglie. Si racconta che un servo di Gyyas-ed-Din, un pastore di nome Giray, nascose Haji per sei anni; divenuto adulto, egli chiese quale ricompensa desiderasse il suo protetto, ed egli rispose che Haji Devlet avrebbe preso il suo nome.. Dopo la morte di Edigu nel 1419, Devlet-Berdi e suo nipote Haji Giray andarono in Crimea. Nel 1427 Devlet-Berdi prese Sarai, ma fu ucciso da "Borak" (probabilmente Barak Khan).

### Presa della Crimea
Secondo Vasary, nel 1426/27 Ulugh Mohammad era signore della Crimea, seguito da Devlet Bardi nel marzo 1427.
Nel 1428 Haji prese la Crimea con il sostegno di 16.000 uomini, Vytautas di Lithuania e i mirza di Shirin. Prese Solkhat/Stary Krym e Kyrk-Er/Chufut-Kale. Ulugh Muhammad contrattaccò, affiancato da vari nobili che voltarono bandiera, tra cui Tegene-Bey, capo degli Shirin, e Haji fuggì dalle steppe e raggiunse la Lithuania. Nel 1431 Haji tornò con un esercito raccolto dalle terre lituane, e Tegene-Bey si unì a lui a Perekop. Ulugh e Küchük tentarono invano di respingerlo.
Nel 1433 Haji si alleò con il principe Alessio I Gavra del Principato di Teodoro; nell'autunno Alessio prese il porto genovese di Cembalo/Balaklava. Nell'estate del 1434 la flotta genovese riprese Balaklava e catturò Alessio, poi presero Kalamita/Inkerman e si spostarono nell'entroterra, ma Haji li sconfisse vicino a Stary Krym e quindi assediò Kaffa, che si salvò tramite un riscatto dei genovesi.
Nel 1434 Ulugh Mohammad invase la Crimea e gli Shirin cambiarono schieramento, costringendo Haji a tornare in Lituania, allora dominata da Sigismund Kęstutaitis per riunire un nuovo esercito. Il sovrano lituano decise di tenerlo in ostaggio nel castello di Lida. Nel 1437 Ulugh fu espulso da Kuchuk Mohammad. Sayid Ahmad I prese poi la Crimea, ma perse gran parte della sua popolarità a causa delle tasse eccessive e le razzie nella penisola da parte dei nomadi. Intorno al 1440, i nobili crimei chiesero a Casimiro IV di Lithuania di liberare Haji. Questi raggiunse Kiev, dove si trovavano i Bey, si diresse in Crimea con un enorme esercito affiancato da Radvila Astikas, fondatore dei Radziwills, e sconfisse il governatore di Sayid. Dopo la battaglia Tegene-Bey degli Shirin giurò fedeltà al nuovo Khan.

### Regno
Nel marzo 1441, stando alle fonti genovesi ufficiali, Haji divenne Khan della Crimea; lo dimostra quando coniò monete con il suo nome a Chufut-Kale. L'anno dopo, il console genovese di Kaffa si alleò con Sayid, e la Repubblica di Genova mandò le sue truppe, che però Haji sconfisse. Sayid invase e prese però Solkhat, e gli Shinin voltarono di nuovo bandiera; Haji fuggì a Dnieper, mentre Sayid rase al suolo Solkhat, il che gli costò il supporto locale, prima di tornare nelle steppe. Mentre Sayid combatteva sul fiume Don, Haji si trincerò a Perekop, e tentò invano di prendere i soggetti di Sayid nelle steppe. Sayid non riuscì invece a penetrare a Perekop; Haji rafforzò la zona e attese il suo attacco.
Nel 1445 Sayid assediò Perekop, ma fu sconfitto e costretto alla ritirata, dove perse molti uomini e cavalli mentre fuggiva superando il Don. Sostenuto dagli Shirin e dai Baryn, Haji entrò in Crimea e divenne Khan nell'agosto 1449. Essendo il nuovo Khan in battaglia contro i signori della guerra nelle steppe, i Lituani lo considerarono un amico. Haji si alleò allora con Alessio I di Teodoro, gli diede supporto finanziario e militare e mandò truppe per aiutarlo a riprendersi Kalamita/Inkerman dai genovesi. Suo figlio Meñli I Giray visse nella corte di Alessio, mentre il di lui erede fu portato a Stary Krim con i figli di Haji.
Nel 1452 Sayid guidò una scorreria in Podolia arrivando quasi a Leopoli, ma sulla via di ritorno con molti prigionieri e tanto bottino, fu attaccato e circondato da Haji mentre attraversava Dnieper: molti suoi soldati passarono dalla parte di Haji, e Sayid, sconfitto, riuscì a salvarsi con un pugno di uomini e raggiunse Kiev chiedendo aiuto al Principe di Lituania; questi però lo fece arrestare ed egli fu portato a Kovno dove trascorse il resto dei suoi giorni.
L'anno successivo, nel 1453 i turchi ottomani presero Costantinopoli, ponendo finalmente fine all'impero bizantino; l'anno dopo una flotta turca di 56 navi sotto il capitano Demir-Khyakhi attaccò la Crimea, disseminata di porti genovesi: i turchi approdarono a Kaffa a luglio, ma non riuscirono a prendere il porto. Tre giorni dopo, Haji Giray arrivò con 6.000 e negoziò con il comandante turco: i dettagli non sono chiari, ma il giorno dopo i turchi si ritirarono, dopo aver ricevuto provviste dai genovesi.
Nel 1456 Haji sconfisse Mahmud bin Küchük mentre attraversava il Don dopo un'incursione in Russia. Mahmud fu sostituito dal fratello Ahmed Khan bin Küchük e fuggì ad Astrachan'. Molti suoi uomini si misero sotto i servigi di Haji e si insediarono nelle sue terre, rendendolo sempre più forte. So racconta che nello stesso anno suo figlio Hayder di Crimea prese brevemente il trono, anche se questo non è certo. Haji spostò dunque la capitale a Stary Krim alla roccaforte di Chufut-Kale.
Morì nell'agosto del 1466 e fu seppellito a Salachik, ora nelle periferie di Bakhchisarai.